# Sunday Oliseh
Sunday Oliseh (ur. 4 września 1974 w Abavo) – nigeryjski piłkarz występujący na pozycji pomocnika. Z reprezentacją Nigerii grał na Mundialu w 1998 roku, a dwa lata wcześniej zdobył w nią złoto olimpijskie. Na początku 2006 roku w wieku 32 lat ogłosił zakończenie sportowej kariery.

## Kariera piłkarska
W wieku 16 lat przeniósł się do Europy, do belgijskiego RFC Liège. Przez rok występował we włoskiej AC Reggiana, a potem przez dwa lata w niemieckim 1. FC Köln.
Po Igrzyskach Olimpijskich został kupiony przez AFC Ajax. Później, z dużymi sukcesami, grał w Juventusie i Borussii Dortmund.
Na początku 2005 roku powrócił do Belgii. W styczniu 2006 roku z powodów osobistych zakończył sportową karierę.
W reprezentacji Nigerii rozegrał 54 mecze i strzelił 2 gole – uczestnik finałów Mistrzostw Świata 1994 (1/8 finału) i 1998 (1/8 finału) oraz Igrzysk Olimpijskich 1996 (złoty medal).